# 칠곡고택
칠곡고택(漆谷古宅)은 경상북도 안동시, 안동민속박물관에 있다. 2013년 4월 9일 안동시의 문화유산 제71호로 지정되었다.